# Park Joo-ho
Park Joo-Ho (Seoel, 16 januari 1987) is een Zuid-Koreaans voetballer die bij voorkeur als verdediger speelt. Hij tekende in augustus 2015 een contract tot medio 2018 bij Borussia Dortmund, dat hem overnam van 1. FSV Mainz 05. In december 2017 werd zijn contract ontbonden. Park debuteerde in 2010 in het Zuid-Koreaans voetbalelftal.

## Interlandcarrière
Park kwam uit op de WK-eindronde 2018 in Rusland, waar de selectie onder leiding van bondscoach Shin Tae-yong in de groepsfase werd uitgeschakeld. De ploeg verloor van achtereenvolgens Zweden (0-1) en Mexico (1-2), maar won in het afsluitende groepsduel verrassend met 2-0 van titelverdediger Duitsland, waardoor Die Mannschaft eveneens de koffers kon pakken. Park speelde mee in een van drie groepswedstrijden, maar moest in dat duel (tegen Zweden) voortijdig naar de kant.

## Erelijst
| Competitie            |                 |                  |                 |                 |
| Competitie            | Aantal          | Jaren            |                 |                 |
| Kashima Antlers       | Kashima Antlers | Kashima Antlers  | Kashima Antlers | Kashima Antlers |
| --------------------- | --------------- | ---------------- | --------------- | --------------- |
| Kampioen J-League     | 1x              | 2009             |                 |                 |
| Júbilo Iwata          |                 |                  |                 |                 |
| J-League Cup          | 1x              | 2010             |                 |                 |
| FC Basel              |                 |                  |                 |                 |
| Kampioen Super League | 2x              | 2011/12, 2012/13 |                 |                 |
| Beker van Zwitserland | 1x              | 2011/12          |                 |                 |
| Borussia Dortmund     |                 |                  |                 |                 |
| DFB-Pokal             | 1x              | 2016/17          |                 |                 |

1 Kim Seung-gyu ·
2 Lee Yong ·
3 Jung Seung-hyun ·
4 Oh Ban-suk ·
5 Yun Young-sun ·
6 Park Joo-ho ·
7 Son Heung-min ·
8 Ju Se-jong ·
9 Kim Shin-wook ·
10 Lee Seung-woo ·
11 Hwang Hee-chan ·
12 Kim Min-woo ·
13 Koo Ja-cheol ·
14 Hong Chul ·
15 Jung Woo-young ·
16 Ki Sung-yong  ·
17 Lee Jae-sung ·
18 Moon Seon-min ·
19 Kim Young-gwon ·
20 Jang Hyun-soo ·
21 Kim Jin-hyeon ·
22 Go Yo-han ·
23 Cho Hyun-woo ·
Coach: Shin Tae-yong